# Rio Quartel
O rio Quartel é um rio brasileiro do estado de Espírito Santo. O rio Quartel corta o município de Linhares, sendo um  importante manancial na região do Baixo Rio Doce, responsável por parte do abastecimento de água neste município. Apesar de ter sua bacia hidrográfica protegida, o rio tem sofrido nos últimos anos com atividades ilegais como extração de areia e lançamento irregular de esgoto doméstico.